# Lucy Tun
Lucy Tun es una músico de Londres. Ha lanzado música bajo su propio nombre y bajo el nombre de LCYTN, y es miembro de ESEA Music y Loud LDN.

## Biografía

### Primeros años de vida
Tun creció en el noroeste de Londres y tiene un hermano mayor, Daniel; sus padres son oriundos de Birmania. De niña escuchaba música clásica; cuando era adolescente, se interesó en los videojuegos y escuchaba J-pop y K-pop. Cuando tenía dieciséis años, se interesó por la música pop y se obsesionó con Adele. Estudió economía con birmanos en Universidad SOAS de Londres; en 2018, durante su primer año, lanzó su primer largometraje, Good Nights Bad Stories, como LCYTN, una forma desvocada de su propio nombre. Luego les prometió a sus padres que dejaría la música; en un viaje familiar a Birmania, descubrieron que no lo había hecho después de que fanes suyos se le acercaran en la calle tras reconocerla por los carteles publicitarios. En 2019, lanzó «Ride», que incluía a Daniel en la guitarra, y Bad Weather, vol. 1, un beat tape.  En julio de 2020 lanzó «Every Thursday Night», de su EP de tres pistas Every Thursday Night / Spotlight; «Spotlight» contó con Osquello y Yiigaa.

### Primeros lanzamientos
Luego comenzó a lanzar música bajo su propio nombre, reservando LCYTN para sesiones de DJ. En julio de 2021, lanzó «Monarchy», una canción kawaii escrita en agosto de 2020 sobre personas que adoptan personajes en las citas; ella escribió la canción con Jakwob, y en los últimos veinte minutos de una sesión de grabación, pasó el resto trabajando en otra canción. El mes siguiente, ella y Ric Wilson aparecieron en «Let Me Ride», una canción de UK garage de Bone Slim del Nine8 Collective; Luego apareció en un remix de «Up» de Yiigaa, que también contó con Eliza Legzdina. En marzo de 2022, publicó «314», que escribió el día después de mudarse de la casa en la que ella y extraños pasaron encerrados durante la pandemia de COVID-19 en el Reino Unido, y sobre despedirse de sus antiguos compañeros de casa. En mayo siguiente, lanzó «Another Week», que escribió mientras estaba deprimida tras una ruptura durante el encierro; la canción fue producida por Usher Lavelle, y contó con dobles palmadas. Luego se unió a Loud LDN, un colectivo de mujeres y músicos género queer creado en mayo de 2022 de ese año.

### Unreal
En enero de 2023, lanzó «Kulture Klub», una canción sobre sentirse como una foránea, que escribió con el productor J. Ar J,  y después de asistir a la Semana de la Moda de París; la canción hacía referencia a Bella Hadid, lo que llevó a esta a su vez a referenciar el sencillo en TikTok, en el que la canción luego se volvió viral. En junio de 2023, lanzó «ADHD», una canción que lleva el nombre de las siglas en inglés del trastorno del desarrollo neurológico que padecía y que mencionaba a Norwegian Wood y volar a Noruega, y en agosto de 2023, lanzó «Rabbit Hole», en el que Daniel tocaba la guitarra. En octubre de 2023 lanzó «Airport Smoking Room», una canción inspirada en La terminal y sobre vínculos tácitos, y en noviembre de 2023 lanzó el sencillo «Diary» y luego el EP Unreal. que se había retrasado desde el 13 de octubre, y presentaba «Kulture Klub», «ADHD», «Rabbit Hole», y «Diary». En diciembre de 2023, ella y sus compañeros de Loud LDN Charlotte Plank, Caity Baser y Venbee aparecieron en la Hype List 2024 de Dork.

### Otros trabajos
En septiembre de 2023, con motivo del Mes de la Herencia de Asia Oriental y Sudoriental, Tun y Kityiu Grace organizaron una serie de campamentos de escritura para ESEA Music, un colectivo de artistas y profesionales de la industria musical de Asia Oriental y Sudoriental con sede en el Reino Unido, incluidos Rina Sawayama, Yunè Pinku y Andrew Hung, Matt Tong y Sarah Bonito. Uno de estos campamentos produjo «I Luv My Life», que fue producido por Congee, contó con él, Tun, Congee, Iamkyami, Jason Kwan, Josie Man, Tascha Jerawan y Vishal Chopra, y se lanzó el 4 de octubre de 2023.

## Arte
En diciembre de 2023, Dork describió las obras de LCYTN como música electrónica alternativa y las obras de Tun como pop alternativo. Sus vídeos musicales presentan regularmente la droga ficticia «Inphanta-C» para señalar la transición entre la fantasía y la realidad, que utiliza como metáfora de la fachada que la gente pone cuando está en línea. La primera vez que se inspiró para hacer música fue Internet, ya que encontró que era un espacio seguro para subir música sin juzgarla. Más tarde utilizó una entrevista de junio de 2023 con Gauchoworld para citar la inspiración de SZA, y encontró que el estilo de composición autobiográfica de su álbum Ctrl de 2017 fue inspirador para su propia música, así como para RuPaul's Drag Race, ya que había sido introducida en el programa en la universidad y lo encontró una «revelación», habiendo crecido habitando espacios conservadores, y encontrando útil su mensaje de «sé tú mismo». Para Unreal, citó Post de Björk como influencia. Otras influencias incluyen anime y death metal; le dijo a Clash en enero de 2021 que se había metido en el género después de ver videos de Hellfest y que había quedado fascinada por su agresiva energía melódica.